# Max Letteris

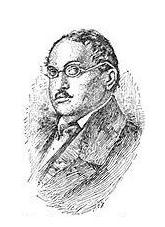
Max Letteris

Max Letteris, eigentlich: Meir Halevi Letteris (* 1. Septemberjul. / 13. September 1800greg.  in Zolkiew, Galizien; † 19. Mai 1871 in Wien) war ein auf Hebräisch schreibender jüdischer Schriftsteller, Dichter, Literaturwissenschaftler und Orientalist. 1863 verfasste er eine hebräische Nachdichtung von Goethes „Faust“.

## Leben
Letteris stammte aus einer galizischen Druckerfamilie. Er studierte in den Jahren 1826 bis 1830 Philosophie und Orientalistik an der Universität Lemberg. Anschließend ging er 1831 nach Wien und übernahm die literarische Leitung der orientalischen Druckerei des Buchdruckers Anton Edler von Schmid.
Von 1840 bis 1848 lebte Letteris in Prag, wo er zum Dr. phil. promoviert wurde und die orientalische Hof-Buchdruckerei G. Haase’s Söhne leitete. Danach ging er wieder zurück nach Wien, wo er sich mit dem Dichter Ludwig August Frankl von Hochwart (1810–1894) und dem evangelischen Theologen Franz Delitzsch (1813–1890) anfreundete. Kurze Zeit arbeitete er als Bibliothekar in der Kaiserlichen Hofbibliothek. Im Jahr 1861 eröffnete Letteris seine eigene Buchdruckerei.
Im Auftrag der „British and Foreign Bible Society“ (London) gab er eine noch heute gebrauchte Bibel-Edition heraus. Außerdem war er der Herausgeber der „Wiener Vierteljahrsschrift“ mit einem hebräischen Teil, „Abne Nezer“ und der „Wiener Monatsblätter für Kunst und Literatur“.
Seit 1848 gab er zudem das Österreichische Zentralorgan für Glaubensfreiheit, Kultur, Geschichte und Literatur der Juden in Wien heraus (halbmonatlich, apologetisch).

## Werke
Letteris gehörte zu den führenden Literaten der 1860er und 1870er Jahre. Zu seinen wichtigsten Werken gehören „Dibre Shir“, Originalgedichte und Übersetzungen aus dem Jahr 1822, und „Ayyelet ha-Shaḥar“ von 1824. Größtes Aufsehen in den Hebräisch lesenden Kreisen erregte er im Jahr 1865 mit „Ben Abuja, eine den künstlerischen Gesetzen und dem Geiste der hebräischen Poesie entsprechende Umdichtung des Faust von Goethe“, die den abtrünnigen Mischna-Gelehrten Elischa ben Abuja anstelle Fausts setzt. Dabei setzte Letteris mehr auf eine Umdeutung ins Symbolische. Das Werk löste auch eine breite Debatte über Fragen der modernen hebräischen Literatur und der Übersetzungstechniken aus, in der Letteris u. a. von Peretz Smolenskin scharf angegriffen wurde.
Letteris war Mitautor bei der Sagen-Sammlung Sippurim.